# Кашеу
Кашеу (на португалски: Cacheu) е регион в северозападна Гвинея-Бисау. Площта му е 5,175 квадратни километра, а населението – 192 508 души (по преброяване през март 2009 г.). Има излаз на Атлантическия океан. Граничи на север със Сенегал. Името му идва от голямата река Кашеу, минаваща през региона. Столицата на регион Кашеу е град Кашеу, разположен на 80 километра от столицата на Гвинея-Бисау град Бисау. Населението на град Кашеу е близо 10 000 души. Както всички други региони на Гвинея-Бисау, и Кашеу е разделен на сектори. Секторите са шест – Бижене, Була, Кашеу, Кайо, Канюнго и Сао Домингош.